# Cyrtodactylus macrotuberculatus
Espèce
Synonymes
- Cyrtodactylus phuketensis Sumontha, Pauwels, Kunya, Nitikul, Samphanthamit & Grismer, 2012

Cyrtodactylus macrotuberculatus est une espèce de geckos de la famille des Gekkonidae.

## Répartition
Cette espèce est endémique de Pulau Langkawi au Kedah en Malaisie.

## Publication originale
- Grismer & Ahmad, 2008 : A new insular species of Cyrtodactylus (Squamata: Gekkonidae) from the Langkawi Archipelago, Kedah, Peninsular Malaysia. Zootaxa, n. 1924, p. 53–68.